# MongoDB Inc.
MongoDB, Inc. (NASDAQ: MDB

) er en amerikansk softwarevirksomhed, der udbyder et databaseværktøj kaldet MongoDB. Det er en NoSQL-database, som lagrer data i JSON-lignende dokumenter med fleksible skemaer. MongoDB, Inc. er medlem af MACH Alliance.

Virksomheden blev etableret i 2007 under navnet 10gen af Dwight Merriman, Kevin P. Ryan og Eliot Horowitz.